# Uprawa zachowawcza
Uprawa zachowawcza - uprawa założona z nasion pozyskanych z drzew nasiennych wytypowanych w drzewostanach zachowawczych (o sprawdzonych właściwościach genetycznych), w celu zachowania ich potomstwa w warunkach in situ oraz ex situ na terenach wolnych od zagrożeń lecz o podobnych warunkach glebowych i klimatycznych.